# Christophe Burnet
Pour les articles homonymes, voir Burnet.
Christophe Burnet (né le 29 décembre 1981 à Chamonix, dans le département de la Haute-Savoie) est un joueur français de hockey sur glace.

## Clubs successifs
- Les Chamois de Chamonix : de 1992 à 2000
- Les Dragons de Rouen : de 2000 à 2001
- Les Ducs d'Angers : de 2001 à 2003
- Les Chamoix de Chamonix : de 2003 à 2005
- Les Brûleurs de Loups de Grenoble : de 2005 à 2006
- Les Boxers de Bordeaux : de 2006 à 2010

## Palmarès
- 1997-1998:

- Champion de la Ligue des Alpes Juniors.
- 1998-1999 :

- 4e du Championnat de France Juniors.
- 1999-2000 :

- 4e du Championnat de France Juniors.
- 2000-2001 :

-  Champion de France.

- Champion du Monde Division 1 des Moins de 20 Ans
- 2001-2002 :

- 6e du Championnat de France.
- 2002-2003 :

- 13e du Championnat de France.
- 2004-2005 :

- 3e du Championnat de France de Division 1.
- 2005-2006 :

- Demi-Finaliste de la Ligue Magnus

## En équipe nationale
- 1999 : Championnats du Monde des Moins de 18 Ans, Groupe B : 5 Matchs.
- 2001 : Championnats du Monde des Moins de 20 Ans, Division 1 : 5 Matchs.

## Statistiques
Pour les significations des abréviations, voir Statistiques du hockey sur glace.
| Saison    | Équipe                        | Ligue | PJ | V  | N | D | MIN  | BC | TIRS | BL | MOY  | %ARR |
| --------- | ----------------------------- | ----- | -- | -- | - | - | ---- | -- | ---- | -- | ---- | ---- |
| 1999-2000 | Chamois de Chamonix           | Fra-1 | -  | -  | - | - | -    | -  | -    | -  | -    | -    |
| 2000-2001 | Dragons de Rouen              | Fra-1 | 36 | -  | - | - | -    | -  | -    | -  | -    | -    |
| 2001-2002 | Ducs d'Angers                 | Fra-1 | -  | -  | - | - | -    | -  | -    | -  | -    | -    |
| 2002-2003 | Ducs d'Angers                 | Fra-1 | 21 | -  | - | - | -    | -  | -    | -  | -    | -    |
| 2003-2004 | Chamois de Chamonix           | Fra-2 | 24 | -  | - | - | -    | -  | -    | -  | -    | -    |
| 2004-2005 | Chamois de Chamonix           | Fra-2 | 25 | -  | - | - | -    | -  | -    | -  | -    | -    |
| 2005-2006 | Brûleurs de loups de Grenoble | Fra-1 | 33 | -  | - | - | -    | -  | -    | -  | -    | -    |
| 2006-2007 | Boxers de Bordeaux            | Fra-2 | 27 | -  | - | - | 1261 | 90 | -    | 0  | 3,60 | -    |
| 2007-2008 | Boxers de Bordeaux            | Fra-2 | 26 | 14 | 2 | 6 | 1498 | 92 | -    | 2  | 3,68 | -    |